# Herman d'Oultromont
Herman d'Oultromont (2 de abril de 1882 -  17 de fevereiro de 1943) foi um ginete belga, medalhista olímpico. 

## Carreira
Herman d'Oultromont representou seu país nos Jogos Olímpicos de 1920, na qual conquistou a medalha de prata no salto por equipe. 